# Жоффруа де Пороэт
Жоффруа (фр. Geoffroi; умер 1142) — виконт де Пороэт (ранее 1114—1142), сын Эда I.

## Биография
В 1108 году Жоффруа вместе со своими братьями Витноком, Гозленом II и Аленом принёс пожертвования в церковь в Сен-Мартине близ замка Пороэт. Он стал преемником в виконтстве Пороэт своего брата Гозлена II, умершего ранее 1114 года. Около 1116 года Жоффруа упоминается в списке пожертвователей в аббатство Мармутье вместе со своими братьями Аленом и Бернаром. В 1136 году Жоффруа получил от короля Англии Генриха I владения в Девоне.
Жоффруа де Пороэт умер в 1142 году. Ему наследовал сын Эд II де Пороэт, который стал первым графом де Пороэт, а в 1148 году регентом герцогства Бретань.

## Брак и дети
Жена: Хависа. Дети:
- Эд II (ум. 1170) — граф де Пороэт с 1142
- Гозлен (ум. после 1153)
- Ален де Ла Зуш (ум. 1190), основатель английского дома де Ла Зуш
- Этьен
- Амиция; муж — Гильом I (ум. 1157), сеньор де Монфор-де-Бретань